# کیمنزان تانیگورو
کیمنزان تانیگورو (به ژاپنی: 鬼面山 谷五郎) کُشتی‌گیر سوموی اهل استان گیفو در کشور ژاپن است که سیزدهمین کشتی‌گیر دارای رتبهٔ یوکوزونا محسوب می‌شود. وی در سال ۱۸۶۹ میلادی به این مرتبه ارتقا یافت و در سال ۱۸۷۰ میلادی بازنشست شد. کیمنزان تانیگورو توانست ۷ بار قهرمان (یوشو) مسابقات سومو شود.